# Захарова, Вера Геннадьевна
 Ве́ра Генна́дьевна Заха́рова (11 октября 1946, Нижний Тагил — 2 сентября 1993, Ангарск) — русская советская писательница и журналист, редактор.

## Биография
Вера Геннадьевна Захарова родилась 11 октября 1946 года в городе Нижний Тагил Пригородного района Свердловской области в семье служащих.
Вначале 1960-х переехала в Ангарск. Окончила Ангарский политехнический техникум.
Её поэтический дебют состоялся 17 октября 1963 года. В этот день на страницах городской газеты «Знамя коммунизма» появились два стихотворения.
С 1965 года работала оператором на Ангарском нефтеперерабатывающем заводе (завод в составе АНХК: Ангарский нефтехимический комбинат).
В 1972 году окончила заочное отделение Литературного института имени А. М. Горького.
В 1983 году принята в Союз писателей СССР.
До 1989 года работала редактором радиовещания в производственном объединении «Ангарскнефтеоргсинтез» (бывший АНХК) г. Ангарска.
С 1 на 2 сентября 1993 года Вера Геннадьевна Захарова умерла от рака.

## Творчество
Вера Геннадьевна Захарова стала автором 2 книг стихов. В определённый период жизни поэту становится тесно в пределах стихотворной строки. В 1980 году журнал «Сибирь» печатает рассказ «Ваш милый образ» о любви безнадёжной, но светлой.
В 1983 году в Иркутском книжном издательстве выходит её роман «Семейные неприятности». Плотный, густой по фразе, был он, пожалуй, попыткой осознания того, какое место занимает женщина в советском обществе, в семье. Горькая исповедь о любви, о сложной и трудной любви к ближнему. О тщетности, а порой и абсурдности наших усилий.

## Сочинения
- Захарова, В. Г. Я уже здесь была: Стихи. — Иркутск: Восточно-Сибирское книжное издательство, 1968. — 36 с. — 10 000 экз.[5]
- Захарова, В. Г. Дневник: Стихи. — Иркутск: Восточно-Сибирское книжное издательство, 1973. — 54 с.[6]
- Захарова, В. Г. Семейные неприятности: Роман. — Иркутск: Восточно-Сибирское книжное издательство, 1983. — 222 с. — 15 000 экз.[7]
- Захарова, В. Г. Ваш милый образ: Роман, рассказы. — М.: Современник, 1988. — 269 с. — (Новинки «Современника»). — 30 000 экз. — ISBN 5-270-00171-3.[8]
- Захарова, В. Г. Весной: Повесть, рассказы. — Иркутск: Восточно-Сибирское книжное издательство, 1989. — 215 с. — 15 000 экз. — ISBN 5-7424-0106-X.[9]
- Захарова, В. Г. Семейные неприятности: Роман, повести. — Иркутск: Восточно-Сибирское книжное издательство, 1992. — 400 с. — 30 000 экз. — ISBN 5-7424-0432-8.[10]

## Семья
- Муж — Корнильцев, Олег Борисович (род. 20 июля 1934), ангарский радиожурналист, член Союза российских писателей[11]
- Дочь — Лада, замужем, проживает в пригороде Нью-Йорка
- Дочь — Татьяна Олеговна